# Mesembrius atrolaneus
Mesembrius atrolaneus är en tvåvingeart som beskrevs av Edwards 1919. Mesembrius atrolaneus ingår i släktet Mesembrius och familjen blomflugor. Inga underarter finns listade i Catalogue of Life.